# (74230) 1998 SN23
(74230) 1998 SN23 – planetoida z pasa głównego asteroid okrążająca Słońce w ciągu 4,19 lat w średniej odległości 2,6 j.a. Odkryta 17 września 1998 roku.